# Erval Seco
Erval Seco est une municipalité brésilienne située dans l'État du Rio Grande do Sul.